# دیپلم پیشرفته زبان فرانسوی

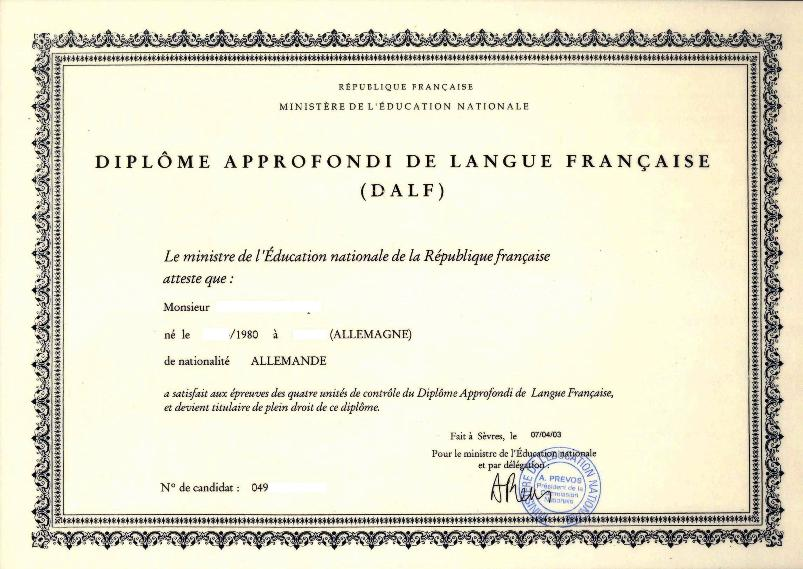
دیپلم پیشرفته زبان فرانسوی(DALF)

دیپلم پیشرفته زبان فرانسوی (به فرانسوی: Diplôme approfondi de langue française) یا به اختصار دالف (DALF) مدرکی است که از سوی مرکز مطالعات زبان فرانسه و وزارت آموزش فرانسه، به زبان‌آموزانی که زبان فرانسه را فرامی‌گیرند، پس از برگزاری امتحان و قبولی در آن، ارائه می‌شود. دالف شامل دو قسمت C۱ و C۲ است. سطوح پایین‌تر و ابتدایی‌تر در زبان فرانسه با مدرک دلف ارزشیابی می‌شود.

## امتحان
امتحان C۱ 
امتحان C۱ دالف شامل ۴ امتحان است. کسب حداقل نمره ۵۰ در کل و همچنین حداقل ۵ نمره از هر بخش برای قبولی در این آزمون لازم است.
1. درک شفاهی (۴۰ دقیقه)،
2. درک نوشتاری (۵۰ دقیقه)،
3. نوشتن - شامل یک مقاله و ترکیب (۲ ساعت و ۳۰ دقیقه)،
4. شفاهی - شامل حرف زدن و بحث کردن در حضور مربیان مربوطه در خصوص یک موضوع (نیم ساعت - یک ساعت برای آماده سازی).

 امتحان C۲ 
امتحان C۲ شامل دو بخش است که هر بخش شامل نمره‌ای از صفر تا ۵۰ است. برای قبولی در آزمون لازم به کسب حداقل نمره ۵۰ در کل و کسب حداقل ۱۰ نمره در هر بخش است.
1. شفاهی - شامل گوش دادن به یک نوار ۱۵ دقیقه‌ای (۲ بار) و بحث در مورد آن در حضور مربیان (نیم ساعت - یک ساعت آماده سازی)،
2. نوشتن - شامل نوشتن متنی با ۲٫۰۰۰ کلمه با رعایت ساختار جمله (۳ ساعت و نیم)[۱].